# Буна (филм)
Вижте пояснителната страница за други значения на Буна.
„Буна“ е български игрален филм (драма, приключенски) от 1975 година, по сценарий и режисура на Вили Цанков. Оператор е Димо Коларов. Музиката във филма е композирана от Борис Карадимчев.

## Състав

### Актьорски състав
| Изпълнител                            | Роля                                         |
| ------------------------------------- | -------------------------------------------- |
| Цветана Манева                        | Зора, Учителката                             |
| Илка Зафирова                         | Лефтера                                      |
| Народен артист Иван Кондов            | Фелдшера                                     |
| Антон Горчев                          | Добриката, селският чудак и брат на фелдшера |
| Заслужил артист Петър Слабаков        | Лефтер                                       |
| Народна артистка Маргарита Дупаринова | майката на Стефан Сухия                      |
| Адриана Палюшева                      | Злата                                        |
| Лъчезар Стоянов                       | Стоян Лъчезаров, Приставът                   |
| Анани Явашев                          | Доктор Янкулов                               |
| Снежана Иванова                       | Дорис, сестрата на Зора                      |
| Михаил Михайлов                       | селянин                                      |
| Тодор Тодоров                         | Стефан Сухия                                 |
| Георги Русев                          | селянин                                      |
| Георги Миладинов                      | куция селянин                                |
| Стоян Гъдев                           | Лазар, кръчмаря                              |
| Антон Карастоянов                     | Стоил                                        |
| Заслужил артист Коста Цонев           | Ричард                                       |
| Никола Дадов                          | бандит                                       |
| Иван Янчев                            | бандит                                       |
| Юли Тошев                             |                                              |
| Саркис Мухибян                        | ръководител в лимонадената фабрика           |
| Борис Радивенски                      | бандит                                       |
| Продан Нончев                         | работник в лимонадената фабрика              |
| Димитър Бочев                         | селския луд                                  |
| Васил Спасов                          |                                              |
| Марио Маринов                         | селянин                                      |
| Гроздан Герцов                        |                                              |
| Тодор Димов                           |                                              |
| Пламен Дончев                         | селянин                                      |
| Иван Обретенов                        | бай Христо                                   |
| Димитър Йорданов                      | селянин                                      |

### Творчески и технически екип
| Сценарий и режисьор | Вили Цанков                                                                                    |
| Оператор            | Заслужил артист Димо Коларов                                                                   |
| Художник            | Ирина Маричкова                                                                                |
| Музика              | Борис Карадимчев                                                                               |
| Редактор            | Матей Стоянов                                                                                  |
| Втори режисьор      | Виолета Лазарова                                                                               |
| Звук                | Людмила Махалнишка                                                                             |
| Втори художник      | Мария Ножарова                                                                                 |
| Консултант          | Петър Клявков                                                                                  |
| Монтаж              | Розедия Милина Елеонора Езра                                                                   |
| Комбинирани снимки  | Иван Манев                                                                                     |
| Асистент режисьори  | Ясен Маринов Искра Чаушева Огняна Петкова Илка Вълчева                                         |
| Асистент-оператори  | Георги Тупаров Лазар Лазаров Борислав Златанов Симеон Симеонов                                 |
| Грим                | Филипия Каминска Искра Гостева Веселин Пейчев                                                  |
| Организатори        | Найден Аличков Николай Николов                                                                 |
| Гардероб            | Лили Цончева Золотина Гитова                                                                   |
| Осветление          | Васил Каменов                                                                                  |
| Пиротехника         | Йордан Мигдалов                                                                                |
| Тонтехник           | Георги Владички                                                                                |
| Фотограф            | Корнелия Антонова                                                                              |
| Реквизит            | Пенчо Михайлов                                                                                 |
| Фарт                | Васил Цветанов                                                                                 |
| Директор            | Иван Милков                                                                                    |
| Distributed by      | Българска кинематография Студия за игрални филми Творчески колектив „ХЕМУС“ /Copyright © 1975/ |